# Lodderia lodderae
Lodderia lodderae is een slakkensoort uit de familie van de Skeneidae. De wetenschappelijke naam van de soort is voor het eerst geldig gepubliceerd in 1884 door Petterd.